# Synema conradti
Synema conradti là một loài nhện trong họ Thomisidae.
Loài này thuộc chi Synema. Synema conradti được Maria Dahl miêu tả năm 1907.